# Lista över inofficiella namn i Vasa
Inofficiella namn i Vasa i Finland är namn på platser, gator, byggnader och dylikt som är allmänt förekommande i folkmun men inte är officiella. Det finns ett stort antal inofficiella namn i Vasa.
Uttalsmarkeringarna i tabellen torde följa standarden som används av SAOL och NE:s ordbok, inte standarden enligt Internationella fonetiska alfabetet.[källa behövs]
| Namn                             | Varianter & uttal | Kommentar | WD                     |  |
| -------------------------------- | --- | --- | ---------------------- |  |
| Askos hus                        | Varianter: Askos hus, Hallis hus Uttal: [askås hu:s], [hallis hu:s] | Halli Oy:s hus finansierades och lät byggas av Halli Oy. Huset i funkisstil är ritat av Viljo Revell, som även själv bodde här en tid. Det stod klart år 1939 innan kriget bröt ut. På 1950-talet fanns möbelaffären Asko här. Det var en vanlig mötesplats att mötas vid "Askos hörn", som ännu lever kvar i folkmun.                                                                                                 |                        |  |
| Black Jack-huset                 | Uttal: [bläkkjäkkhu:se] | Svart affärshus som fått sitt skämtsamma namn efter ett kondommärke med svarta förpackningar. |                        |  |
| Blomsterhuset                    | Uttal: [blåmstärhu:se] | Byggnadens utsmyckningar lär ha legat bakom namnet. |                        |  |
| Borgare                          | Varianter: Borgare, BGS Uttal: [bårjare], [be:ge:ess] | Högstadiet Borgaregatans skola byggdes år 1977. "Här blandas alla förortsbarn" beskriver en informant. |                        |  |
| Båckis                           | Varianter: Båckis, Bocks, Bocks bryggeri, Bocken Uttal: [båkkis], [båkks], [båkks bryggeri:], [båkkin]                                                                                                 | Det dåtida Bocks bryggeri går idag under namnet Bock's Corner Brewery och har eventuellt lett till att namnskicket har förfinats. |                        |  |
| Båckis hörnet                    | Varianter: Båckis hörnet, Bockens hörn Uttal: [båkkis hö:ne], [båkkens hö:rn] | Mötesplats att orientera sig efter. Namnet kommer från dåtidens Bocks bryggeri som ligger lite längre upp längs med Gerbyvägen. Idag heter bryggeriet Bock's Corner Brewery. |                        |  |
| Bäckin                           | Varianter: Bäckin, Draga Uttal: [bekkin], [draga] | Gammalt namn för stadsdelen Dragnäsbäck som fram till 1935 hörde till grannkommunen Korsholm. Dragnäsbäckbornas språkbruk är tidigare delvis känt för att vara lite mer dialektalt än övriga Vasabors med starkare inflytande från landsbygden. Bäckin är bildat med den dialektala maskulinändelsen -in. | Q116548706 på Wikidata |  |
| Dragspelshuset                   | Uttal: [dra:gspe:lshu:set], [dra:gspe:lshu:se] | Huset har "veckade" burspråk, vilket gör att fasaden liknar ett dragspel. |                        |  |
| Finlands banks hus               | Varianter: Finlands banks hus, Ritz Uttal: [finlands banks hu:s], [rits] | Huset ritades av J.S. Sirén och stod klart år 1952. Rymmer numera bl.a. Skafferiet r.f. som driver musik- och kulturscenen Ritz med spelningar, biografvisning osv. Biografen Ritz fanns också tidigare här i huset. |                        |  |
| Finska teatern                   | Uttal: [finska tea:tän] | Teatern heter officiellt Vaasan kaupunginteatteri (Vasa stadsteater), men kallas ofta Finska teatern bland svenskspråkiga. Den äldre delen av teaterns lokaler är från 1906 och ritat av stadsarkitekten Alfred Wilhelm Stenfors i jugendstil. Här fanns restaurangen Kulma där man kunde dansa på 1960-talet. Teatercaféet heter fortfarande Kulma.                                                                   | Q11899968 på Wikidata  |  |
| Flickis                          | Varianter: Flickis, Flickskolan, Kockens skola Uttal: [flikkis], [flikksko:lan], [kåkkens sko:la] | Har fungerat som Wasa fruntimmersskola, Vasa svenska flickskola samt Vasa svenska flicklyceum. Hörde till Pedagogiska fakulteten vid Åbo Akademi 1974-2003. |                        |  |
| Fona                             | Varianter: Fona, Fone Uttal: [fåna], [fåne] | FontanaClub är en nattklubb för unga Vasabor. Nattklubben ligger i Hartmans hus och har en terrass med utsikt över torget. Här har tidigare funnits bl.a. caféerna Ståhls terrass och Wivex. |                        |  |
| Gamla Helsingfors aktiebanks hus | Varianter: Gamla Helsingfors aktiebanks hus, HAB:s hus, Wasa aktiebanks hus, Kurtenia Uttal: [gamla helsingfårs aktsiebanks hu:s], [hå:a:be:s hu:s], [va:sa aktsiebanks hu:s], [il bankå], [kurte:nia] | Kurteniahuset är uppkallat efter bankdirektören Joachim Kurtén och har under 1900-talet huserat ett antal banker. Byggnaden utgör ett gathörn att orientera sig efter. |                        |  |
| Hallen                           | Varianter: Hallen, Saluhallen Uttal: [hallen], [hallin], [sa:luhallen] | Vasa saluhall öppnade år 1902 och är ritad av stadsarkitekten Alfred Wilhelm Stenfors i jugendstil. | Q11899967 på Wikidata  |  |
| Hartmans hus                     | Varianter: Hartmans hus, Uttal: hartmans hu:s | C.J. Hartmans kolonialvaruhandel öppnades år 1862 i ett trähus på samma plats. Det nuvarande stenhuset är ritat av Kauno Kallio på Erik Hartmans initiativ och stod klart år 1913. Huset bombades under kriget 1939 och har stått sig genom tre eldsvådor. | Q65195122 på Wikidata  |  |
| Hotski                           | Uttal: [hotski] | Skämtsam benämning på både stadsdelen Roparnäs(fi) och tidigare även för den psykiatriska enheten som finns placerad där. Bland yngre används namnet främst för stadsdelen. | Q11863881 på Wikidata  |  |
| Hoviska                          | Uttal: [håviska] | Hovrättsparken, här samlas ungdomar om somrarna. På 1 maj är det också ofta här studenterna samlas och har picknick. Namnet Hoviska kommer från finskan men är vanligt även bland svenskspråkiga ungdomar. |                        |  |
| Järkkäri                         | Uttal: [järkkäri] | Palosaaren Järjestötalo (Föreningshuset i Brändö). Här ordnades ofta danser på 1960–1970-talet. Vasa arbetarmuseum har verksamhet här idag. |                        |  |
| Kappsäcken                       | Uttal: [kappsekken] | Det finns olika berättelser om varifrån kvarteret Kappsäcken har fått sitt namn. Kvarteret som sträcker sig från korsningen Formansgatan/Stationsgatan till Korsholmsesplanaden/Klemetsögatan består av gamla små trähus. En del lär skämtsamt säga att husen är så små att de skulle rymmas i en kappsäck. |                        |  |
| Kinamuren                        | Uttal: [tji:namu:ren] | Långt vitt bostadshus längs Kyrkoesplanaden, byggt i slutet av 1950-talet. Har fått sitt namn för att det var så långt för den tiden. |                        |  |
| Kipinähuset                      | Varianter: Kipinähuset, Damcaféet, Svenssons bageri Uttal: [kipinähu:set], [da:mkafe.t], [svenssåns ba:geri:]                                                                                          | Kipinähuset i jugendstil från år 1907 ritades av stadsarkitekten Alfred Wilhelm Stenfors. Här fanns Damcaféet som drevs av familjen Svensson under efterkrigstiden. Dit kom Vasadamerna för att äta "stans godaste bakelser" enligt en informant. Det blev senare Svenssons bageri som drevs av den omtyckta Svea Svensson.                                                                                            |                        |  |
| Kuhnas hörn                      | Varianter: Kuhnas hörn, Kuhnan kulma Uttal: [kohnas hö:n], [kohnan kolma] | Beryktat gathörn i dåtiden Brändö. Gränsen till Gerby(fi) och Korsholm gick tidigare här. |                        |  |
| Kuntsi                           | Varianter: Kuntsi, Tullpackhuset, Nandor Mikola, Gamla Tullhuset, Strandmagasinet Uttal: [kontsi], [tullpakkhu:set], [nandår mikåla], [gamla tullhu:set], [strandmagasi:net]                           | Namnet har växlat i takt med att verksamheten har bytts ut. Idag har Kuntsi museum för modern konst verksamhet här. |                        |  |
| Låohås                           | Uttal: [låohås] | En stenkross i Västervik där Vasaungdomar samlas om somrarna. |                        |  |
| Matkis                           | Varianter: Matkis, Gamla busstation Uttal: [matkis], [gamla busstatjo:n] | Här låg Matkahuolto tidigare. Nu en öppen plats som fungerar som mötes- och samlingsplats för ungdomar. |                        |  |
| Mopoparkeringen                  | Varianter: Mopoparkeringen, Mopoparkki, Bakom Hese Uttal: [måpåparke:ringen], [måpåparkki], [ba:kåm hese]                                                                                              | Upphämtnings- och mötesplats för ungdomar i mopedåldern, ligger bakom Hesburger vid Salutorget. |                        |  |
| Mynttis hus                      | Uttal: [mynttis hu:s] | Jugendhus ritat av Alfred Wilhelm Stenfors, uppfördes av byggherren och tegelfabrikören Juho Myntti(fi) år 1910. |                        |  |
| Mällis                           | Uttal: [mällis] | Puben O'Malley's är en välbesökt pub bland svenskspråkiga Vasabor och Korsholmare. Här ordnas ofta rockkonserter på helgerna. |                        |  |
| Nälkälinna                       | Varianter: Nälkälinna, Kapitulanthuset Uttal: [nälkälinna], [kapitulanthu:set] | Huset byggdes i början av 1900-talet och fungerade som bostad för gifta underofficerare under kriget. Det övergick i privat ägo 2003 och kallades även för Kapitulanthuset. Kapitulant syftar på en person som tagit värvning i armén och som hör till stampersonalen. Ordet kapitulera har däremot andra konnotationer och kan ha gett upphov till andra kopplingar till namnet.                                      |                        |  |
| Ockurs                           | Varianter: Ockurs, Stenkku Uttal: [okkossj] | K-market Sundom har bytt ägare och namn men Ockurs har hållit i sig och även spridit sig bland ungdomarna i centrum som även har sitt umgänge i Sundom. |                        |  |
| Ollis                            | Uttal: [ållis] | Nattklubben Oliver's In hette tidigare Elite. Har länge varit en omtyckt bar bland unga svenskspråkiga Vasabor och Korsholmare. |                        |  |
| Pappersbron                      | Uttal: [pappäsbro:n], [papäsbro:n] | Den lilla bron över Metviken fylldes först i med småsten, grus och lera, vilket ledde till namnet. På finska kallas bron Putusilta. |                        |  |
| Paradise beach                   | Varianter: Paradise beach, Paradise Uttal: [päradajs bi:tj], [päradajs] | Paradise beach är en sandstrand med beachvolleyplaner på Vasklot. |                        |  |
| Pyssykylä                        | Uttal: [pyssykylä] | Skämtsam benämning på stadsdelen Vapenbrödrabyn(fi). | Q11853090 på Wikidata  |  |
| Påttis skatan                    | Varianter: Påttis skatan, Påttis, Påttska Uttal: [påttis skatan], [påttska] | Påttska reningsverket står idag på det som tidigare var känt som Påttis skatan. Namnet kommer från släktnamnet Pått. |                        |  |
| Päronparken                      | Varianter: Päronparken, Päronlekparken Uttal: [pä:rånparken], [pä:rånle:kparken] | I den här lekparken finns en gunga i form av ett päron, vilket har gett upphov till namnet bland åtminstone Vikingabarn och -ungdomar. |                        |  |
| Revel                            | Varianter: Revel, Revell, Säästötalo, Atrium, Sokos-huset, Uttal: [revel], [revell], [säästötalå], [a:trium], [såkåshu:set]                                                                            | Rewell Center ritades av Viljo Revell, men har byggts i flera etapper. Tidigare stod här Wolffska affärshuset. | Q10651588 på Wikidata  |  |
| Sittari                          | Varianter: Sittari, Sampohuset Uttal: [sittari], [sampåhu:set] | K-Citymarket, som kallas Sittari av ungdomar, ligger centralt på Hovrättsesplanaden nära salutorget. Det är den enda supermarketen i centrum. Det är vanligt att mötas vid butikens ingång. |                        |  |
| Stadshuset                       | Uttal: [stasshu:se] | Vasa stadshus ritades av Magnus Isaeus. Byggnaden invigdes som stadshus år 1883. | Q18334569 på Wikidata  |  |
| Torget                           | Varianter: Torget, Salutorget Uttal: [tårje], [sa:lutårje] | Vasa torg hade fram till 60-talet en livlig torghandel, som idag har avtagit. Här ordnas dock många evenemang och konserter. |                        |  |
| Tvålfabriken                     | Uttal: [två:lfabri:ken] | Wasa tvålfabrik (senare Vasa tvål) grundades kring år 1885 av A.A. Hägglund och Emma Wissing och hörde till en av Finlands största tvåltillverkarna i början av 1900-talet. Den ursprungliga kontors- och bostadsbyggnaden från 1897 står fortfarande kvar längs med Levonsgatan. Bland arbetarna på 1950–1960-talet sade man kort och gott att man jobbade på "tvål".                                                 |                        |  |
| Tågstation                       | Varianter: Tågstation, Tågstationen, Järnvägsstationen Uttal: [tå:gstatjo:n], [tå:gstatjo:nen], [jä:rnve:gsstatjo:nen]                                                                                 | Vasa järnvägsstation kallas främst för Tågstation. Stationshuset är från år 1883. Härifrån avgår numera även Matkahuoltos bussar. | Q4356598 på Wikidata   |  |
| Vamk                             | Varianter: Vamk, Puv Uttal: [vamk], [puv] | Förkortningen Vamk för Vaasan ammattikorkeakoulu(fi) (Vasa yrkeshögskola) går att läsa på byggnadens fasad. Har blivit ett kallelsenamn bland ungdomar. | Q834778 på Wikidata    |  |
| Vasa uni                         | Varianter: Vasa uni, Uni, Yliopisto, Vasa bomull, Bomull, Bomullsfabriken, Finlayson, Fabriken Uttal: [va:sa uni], [va:sa bomull], [bomull], [bomullsfabri:ken], [finnlejsån], [fabri:ken]             | Namnet växlar beroende på generation och koppling till stället och verksamheten där. Vasa bomullsfabrik grundades av A.A. Levón år 1857. Fabriken fusionerade med Finlayson år 1962 och blev del av Vasa universitets lokaler på 1990-talet. |                        |  |
| VG                               | Varianter: VG, Lyseon lukio Uttal: [ve:ge:], [lyseån lokiå] | Här huserar Vaasan lyseon lukio(fi) och Vasa gymnasium, som flyttade hit efter en renovering 2012 då en omfattande tillbyggnad kom till. Den äldre delen i jugendstil är ritad av A.W. Stenfors och stod klar 1909. | Q116549079 på Wikidata |  |
| Wasaborg                         | Varianter: Wasaborg, Kaffekompaniets hus Uttal: [va:sa bårj], [kaffekåmpani:ets hu:s] | Jugendhuset i korsningen Vasaesplanaden/Rådhusgatan lät byggas av affärsmannen Hugo Sjöblom och stod klart år 1912. Huset har även kallats Kaffekompaniets hus då företaget Kaffekompaniet fanns här. Namnet Wasaborg är idag mycket mer känt (och kanske på gränsen till officiellt). Det beror kanske delvis på att syncentret Silmäasema har lagt till namnet i sitt företagsnamn och det därför står på byggnaden. |                        |  |
| YP                               | Varianter: YP, YO, Uni, Uniparken Uttal: [y:pe:], [y:å:], [uni], [uniparken] | Mötesplats för både svenskspråkiga och finskspråkiga ungdomar. Namnet används dock främst av svenskspråkiga. |                        |  |
| Yrkes                            | Varianter: Yrkes, Novia, YA, VYI, Uttal: [yrkes], [nå:via], [y:a:], [ve:y:i:] | Nu under reparation. Tidigare Yrkesakademin och Vasa yrkesinstitut. |                        |  |
| ÅA                               | Varianter: ÅA, Peffan, Gamla Vasa ångkvarn, Academill Uttal: [å:a:], [peffan], [gamla va:sa ångkva:rn], [akademill]                                                                                    | Uttrycket "vid ÅA" (Åbo Akademi) innebär oftast ett större område än endast skolbyggnaderna. |                        |  |
| Öjje                             | Varianter: Öjje, Öikku Uttal: [öjje], [öikko] | Öjberget fungerar som ett skidcentrum vintertid men lockar även folk resten av året. Där finns bl.a. vandringsleder. | Q10727191 på Wikidata  |  |
| Övis                             | Varianter: Övis, Övningsskolan, VÖS, Lyska, Råttstallet Uttal: [ö:vis], [ö:vningssko:lan], [vös], [lyska], [råttstallet]                                                                               | Vasa Övningsskolas gymnasiums huvudbyggnad från 1856 fungerade som rådhus enligt stadsarkitekten C.A. Setterbergs stadsplan. Det övertogs därefter av Wasa lyceum år 1872. Den ursprungliga byggnaden eller s.k. gamla byggnaden kallas även endast för R bland Vasa övningsskolas elever. | Q99196692 på Wikidata  |  |